# John FitzPatrick (fútbol americano)
John FitzPatrick (Atlanta, Georgia, 9 de marzo de 2000) es un jugador profesional estadounidense de fútbol americano que se desempeña en la posición de tight end en Green Bay Packers, equipo de la National Football League (NFL).

## Carrera
Fue seleccionado en la sexta ronda en la Reunión Anual de Selección de Jugadores de la NFL de 2022. Hizo su debut profesional con el equipo Atlanta Falcons, donde lleva jugando dos temporadas.